# Gregor Rosenbauer

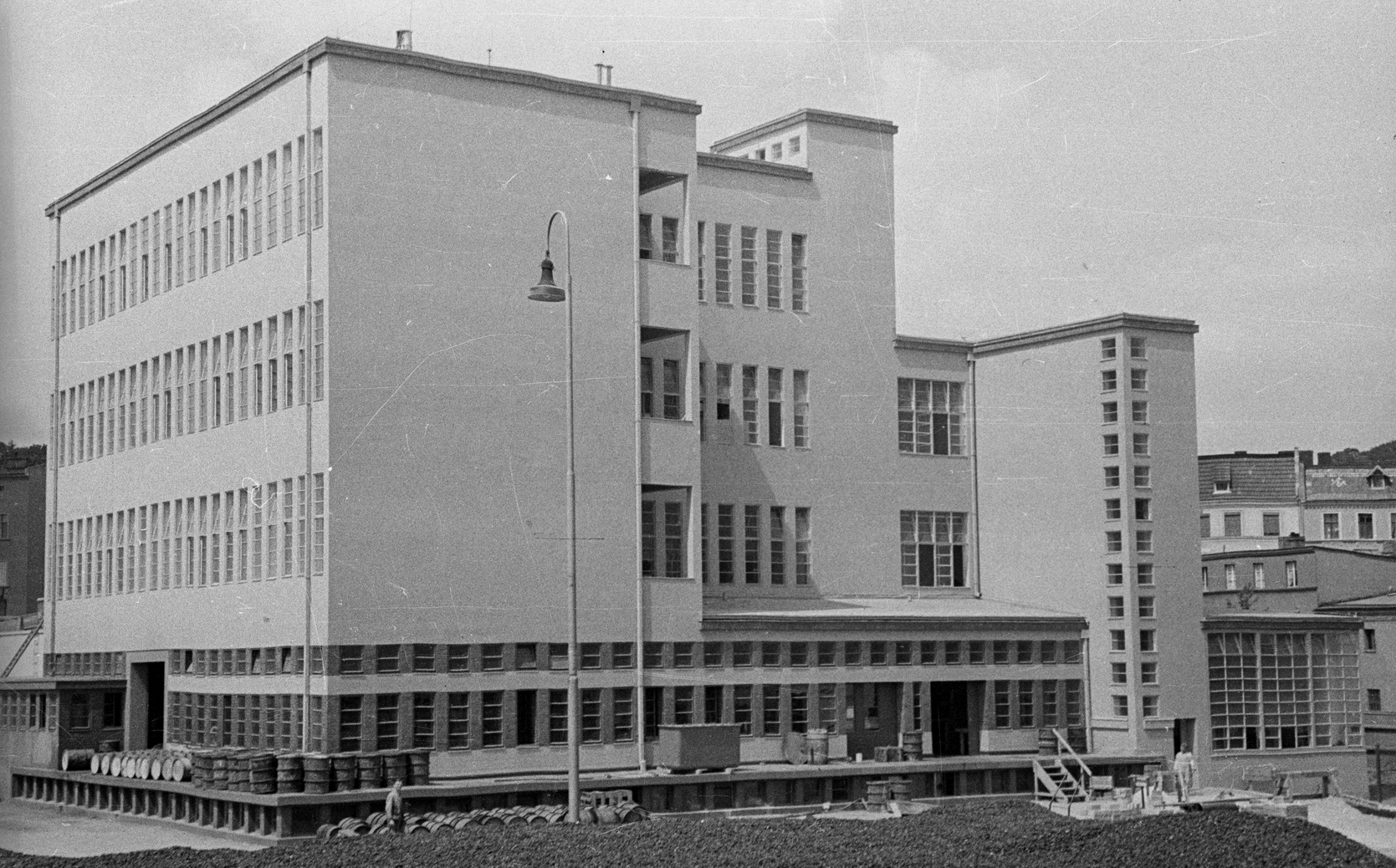
Budynek administracyjny Stettiner Oelwerke (Olejarni Szczecińskiej) w 1937

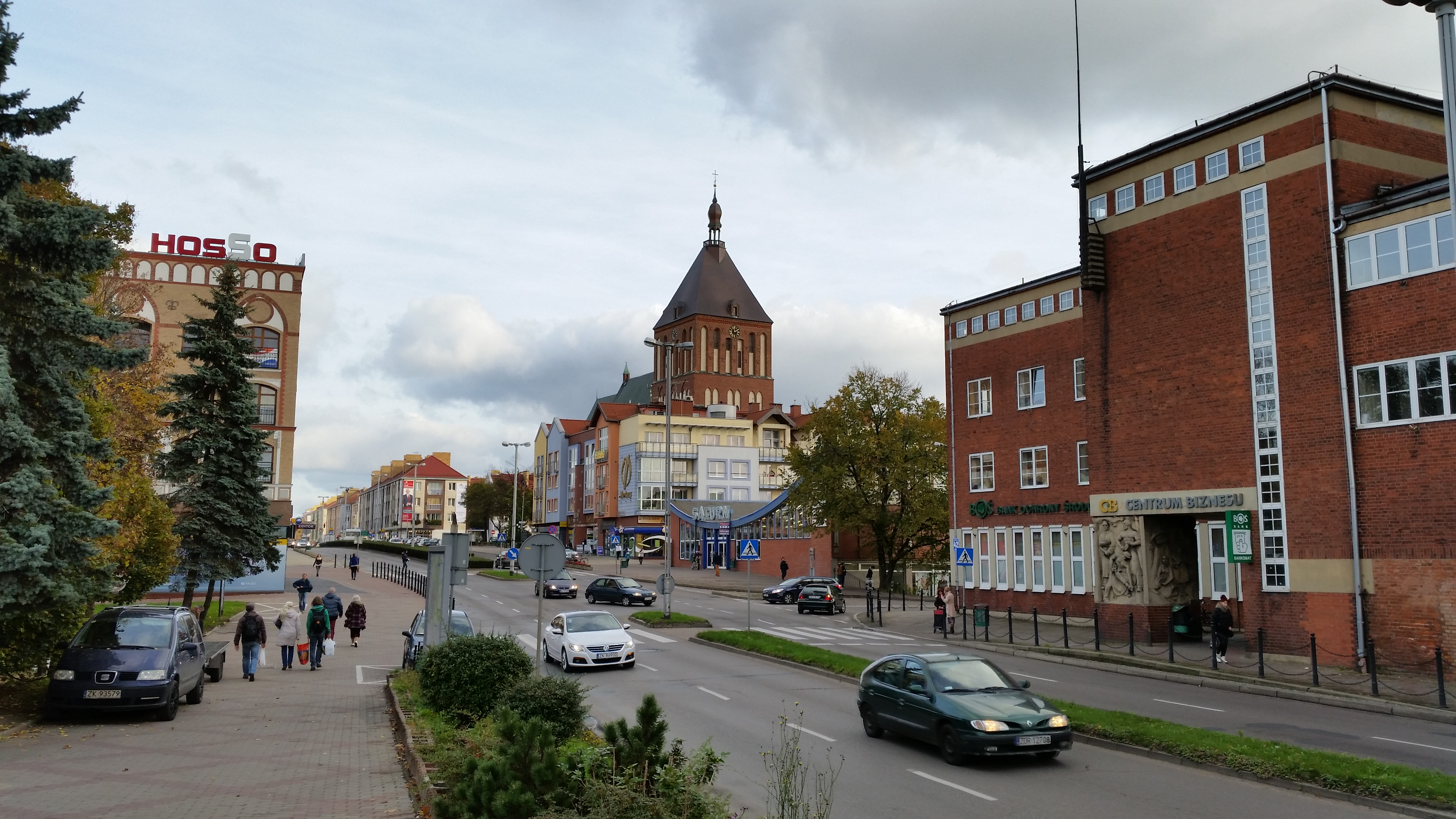
Ulica Zwycięstwa w Koszalinie, po prawej budynek Centrum Biznesu, dawny Pommersche Bank

Gregor Rosenbauer (ur. 18 grudnia 1890 w Limburg an der Lahn, zm. 27 czerwca 1966 w Tutzing) – niemiecki architekt, grafik, wykładowca, członek Deutscher Werkbund. Jako kierownik studia architektonicznego wspólnie z Peterem Behrensem otrzymał stanowisko wykładowcy na Wydziale Architektury w Akademii Sztuk Pięknych w Wiedniu, a następnie na wniosek Hermanna Muthesiusa objął kierownictwo w Szczecińskiej Szkoły Rzemiosła Artystycznego (Kunstgewerbeschule Stettin). Wprowadził tam program nauczania zgodny z naczelnymi doktrynami Werkbundu, a uczelnię nazwano „Werkschule für gestaltende Arbeit“. Założyciel grupy artystycznej Das Neue Pommern.

## Życiorys
Ojciec Gregora Rosenbauera był mistrzem ciesielskim i producentem mebli w Limburg an der Lahn. Rosenbauer przez dwa semestry studiował na Politechnice w Darmstadt, w latach 1907–1908 publikował rysunki w czasopiśmie Der Innenausbau. W latach 1909–1911 uczył się w Kunstgewerbeschule we Frankfurcie nad Menem pod kierunkiem architekta Ferdinanda Luthmera. W latach 1911–1912 pracował na stanowisku architekta pod kierownictwem Hansa Rossa, architekta BDA w Neumünster-Kiel, od 1913 przez rok pracował pod kierunkiem Henry'ego Grella, architekta BDA w Hamburgu. W 1912 Rosenbauer został laureatem konkursu Stowarzyszenia Werdandi, jego projekty domów były prezentowane na Międzynarodowej Wystawie Budownictwa w 1913 w Lipsku. Podczas pierwszej wojny światowej walczył w stopniu porucznika.
W latach 1919–1923 Rosenbauer był kierownikiem studia w Peter Behrens w Neubabelsberg i szefem biur budowlanych w Wiedniu, Monachium i Oberhausen. Odpowiadał za projekt Othmarschen Deutsche Werft w Hamburgu, projekt budynku administracji technicznej Hoechst AG we Frankfurcie nad Menem, konstrukcję budynku administracji Huty Rombacher w Oberhausen i budowy obiektów na targach budownictwa w Monachium.
W 1922 Gregor Rosenbauer został asystentem Petera Behrensa na Akademii Sztuk Pięknych w Wiedniu, gdzie w latach 1922-1923 zajmował stanowisko wykładowcy.
W 1923 zgodnie z sugestią Hermanna Muthesiusa został powołany na stanowisko dyrektora i jednocześnie kierownika działu architektury w Szczecińskiej Szkoły Rzemiosła Artystycznego (Kunstgewerbeschule Stettin). Muthesius podniósł rangę szkoły tworząc kierunek projektowania wnętrz i powołując architekta na stanowisko dyrektora. Podobne plany miał dyrektor Muzeum Miasta Szczecina Walter Riezler, który chciał ożywić rzemiosło tworząc pełnoprawną gałąź sztuki. Do 1925 równocześnie kierował pracownią Petera Behrensa w Neubabelsberg.
Rosenbauer zatrudnił nowych wykładowców, w tym Kurta Schwerdtfegera i Else Mögelin, a w 1930 przeniósł szkołę do nowego budynku. Szkoła została zaprojektowana przez Rosenbauera i szczecińskiego planistę Karla Weishaupta, nowy budynek był kamieniem milowym w jej rozwoju. Do grona wykładowców dołączyli Vincent Weber i Johannes Itten. W 1930 roku był współzałożycielem grupy artystycznej Das Neue Pommern.
1 kwietnia 1934 Rosenbauer został zmuszony do przejścia na emeryturę jako dyrektor szkoły fabrycznej. Do II wojny światowej był w stanie zrealizować tylko kilka projektów jako niezależny architekt. W latach 1939–1943 pełnił służbę wojskową w Stargardzie, podczas nalotów alianckich zniszczone zostało jego mieszkanie i studio w Szczecinie.
W 1943 opuścił Szczecin i powrócił do Limburg an der Lahn, następnie od 1952 mieszkał z rodziną w Nonnenhorn nad Jeziorem Bodeńskim. W 1961 zamieszkał w Tutzing nad jeziorem Starnberg. Po 1945 oprócz kilku projektów kościołów oraz projektu Międzynarodowej Wystawy Sztuki Chrześcijańskiej w Ravensburger poświęcił się sztuce, stworzył wiele rysunków i linorytów, często o tematyce krajobrazowej lub filozoficzno-religijnej.
Gregor Rosenbauer został pochowany na Nowym Cmentarzu w Tutzing, jego majątek w 2012 został przekazany przez rodzinę do Muzeum Architektury Politechniki w Monachium.

## Projekty
- budynek wojskowy w Maszewie (1926);
- przebudowa budynku na potrzeby muzealne, Szczecin (1927);
- domy jednorodzinne: rodziny Ohly (1926), Lüht (1928), Saltzwedel (1928), Leclair (1935), Toepffer (1935):
- zabudowa terenu targów (1928);
- budynki służby zdrowia (1928);
- budynek Szkoły Rzemiosła Artystycznego przy pl. Kilińskiego, wspólnie z Karlem Weishauptem (1930);
- Zakład hartowania w zakładach naftowych w Żelechowej, projekt podwórza fabrycznego, szatnie pracownicze (1934-1936);
- Domy szeregowe przy Marchandstrasse (obecnie Komuny Paryskiej) w Szczecinie (1935);
- Projekt części Parku Różanego w Szczecinie, wspólnie z Kurtem Schwerdtfegerem (1935);
- Wydział Ekstrakcji Stettiner Oelwerke (1936-1937);
- Projekt przebudowy budynku giełdy, Szczecin (1936);
- Budynek Banku Pomorskiego w Świnoujściu (1936);
- Budynek Banku Pomorskiego w Koszalinie (1936-1937);
- budynek produkcyjny Stettiner Oelwerke (1937);
- Projekt kotłowni Stettiner Oelwerke (1939);
- Projekt architektoniczny Międzynarodowej Wystawy Sztuki Kościelnej, Ravensburg / Wttbg (1948).